# Хай-Пик
Хай-Пик (англ. High Peak) — неметрополитенский район (англ. non-metropolitan district) в церемониальном графстве Дербишир в Англии. Административные центры — города Бакстон и Глоссоп.

## География
Район расположен в северной части графства Дербишир, граничит на западе с графством Чешир и Большим Манчестером, на севере — с графством Уэст-Йоркшир, на востоке — с Саут-Йоркшир. На его территории находится значительная часть национального парка Пик-Дистрикт.

## Состав
В состав района входят 5 городов:
- Бакстон
- Глоссоп
- Нью Милс
- Уэйли Бридж
- Чапел-эн-ле-Фрайт

и 19 общин (англ. civil parish):
| - Астон - Бамфорд - Бро энд Шаттон - Каслтон - Чарлсворт - Чинли, Баксворт энд Браунсайд - Чисворт - Деруэнт - Эдейл - Грин Фэрфилд | - Хартингтон Аппер Куортер - Хейфилд - Хоп - Хоп Вудлендс - Кинг Стерндейл - Пик Форест - Торнхилл - Тинтуисл - Уормхилл |